# André Joseph Guillaume Henri Kostermans
André Joseph Guillaume Henri 'Doc' Kostermans (Purworejo, 1 juli 1906 – Jakarta, 10 juli 1994) was een Indonesische botanicus van Nederlandse origine.

## Biografie
Kostermans werd geboren op het eiland Java, in Nederlands-Indië. Hij studeerde aan de Universiteit Utrecht, waar hij in 1936 zijn doctoraat haalde met een proefschrift over Surinaamse laurierfamilies. Kostermans was vanaf 1938 werkzaam bij het Herbarium in Buitenzorg, dat na de onafhankelijkheid van Indonesië Bogor heet. Voor zijn werk kreeg hij in 1990 de onderscheiding Commandeur in de Orde van Oranje-Nassau.

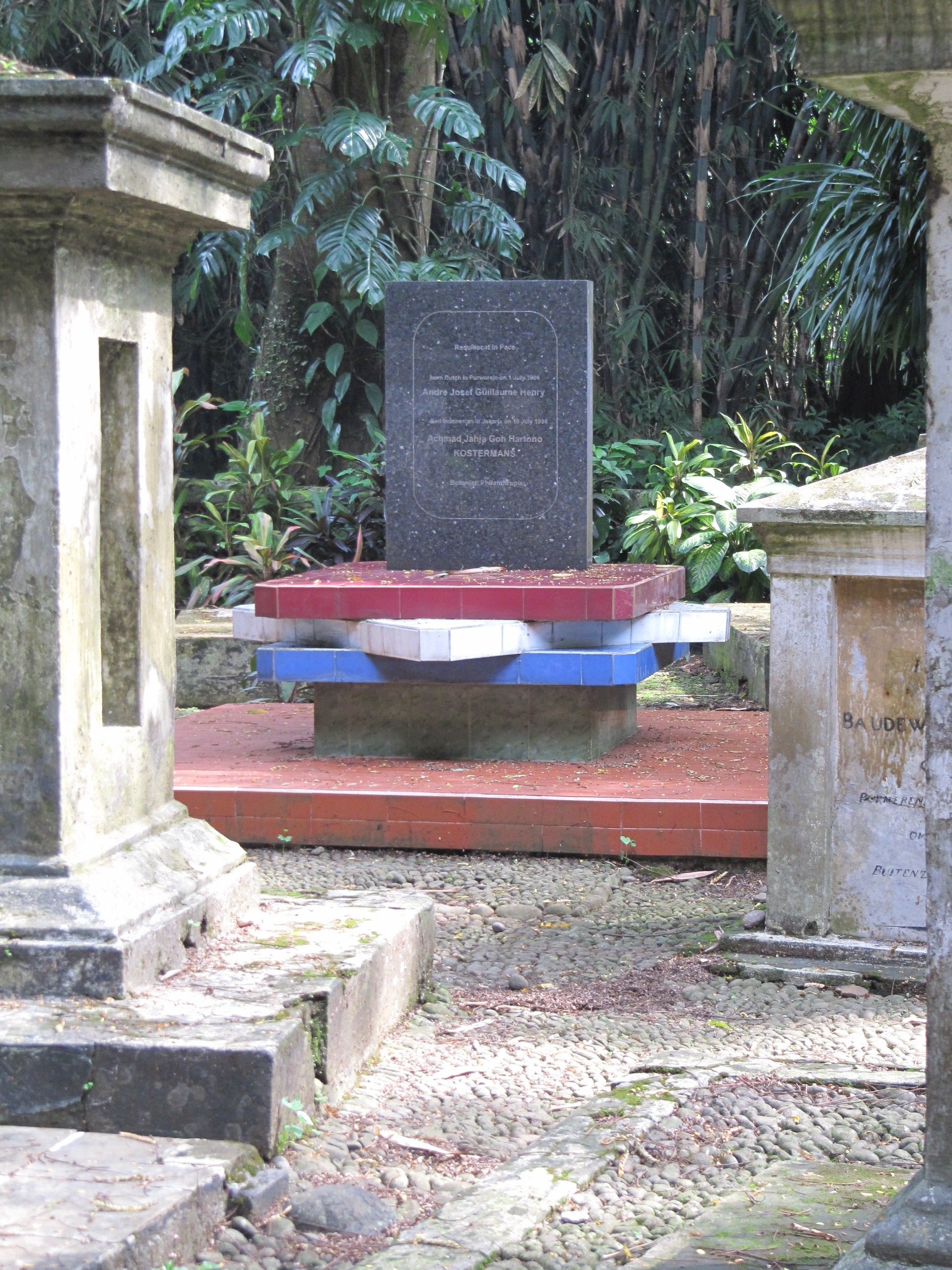
Graf in Bogor

Hij bracht het grootste deel van zijn carrière door met het bestuderen van planten in Zuidoost-Azië. Hij droeg ook bij aan Pulles Flora of Suriname. Kostermans was vooral geïnteresseerd in planten uit de laurierfamilie, Malvales (zoals de Bombacaceae en de Sterculiaceae) en Dipterocarpaceae. In latere jaren verlegde hij zijn aandacht naar de Aziatische Pruikenboomfamilie. Hij publiceerde veel werken over deze en andere planten.
Kostermans was een groot deel van zijn leven woonachtig in Bogor. Hij had daar een groot aantal pleegkinderen onder zijn hoede, waarvan er een aantal een carrière in de biologie hebben opgebouwd. In maart 1991 kreeg hij een hartaanval, maar overleefde dit. Hij leefde nog lang genoeg om de publicatie van zijn manuscript over 69 mangosoorten mee te maken. Kostermans stierf in 1994 en is begraven in de botanische tuin van Bogor, de Kebun Raya Bogor.
Het geslacht Kostermansia Soegeng en de soort Cryptocarya kostermansiana zijn naar hem vernoemd. De afkortingen Kosterm. wordt in de botanische literatuur gebruikt voor verwijzingen naar Kostermans.

## Publicaties (selectie)
- André J.G.H. Kostermans & Jean-Marie Bompard: The mangoes. Their botany, nomenclature, horticulture and utilization. London, Academic Press, 1993. ISBN 0-12-421920-9
- André Joseph Guillaume Henri Kostermans: Studies in South American Malpighiaceae, Lauraceae and Hernandiaceae, especially of Surinam. Amsterdam, De Bussy, 1936. (Proefschrift Utrecht)

- Bibliothèque nationale de France: cb123705583 (data)
- Author citation (botany): Kosterm.
- CiNii: DA02212258
- Gemeinsame Normdatei: 1089726732
- International Standard Name Identifier: 0000 0000 8174 8838
- Library of Congress Control Number: n85098984
- Nationale bibliotheek van Australië: 35783571
- Nationale Bibliotheek van Israël: 987007388229105171
- Nederlandse Thesaurus van Auteursnamen: 074064606
- Réseau des bibliothèques de Suisse occidentale: 02-A003469755
- SNAC: w6wd4qqn
- Système universitaire de documentation: 067062490
- Museum of New Zealand Te Papa Tongarewa: 51375
- Trove: 1191451
- Virtual International Authority File: 109551770
- WorldCat: E39PBJmpbrQtMgq3GWV4ccHt8C